# Løgmanssteypið 2006
La Løgmanssteypið 2006 è stata la 52ª edizione della coppa nazionale delle Fær Øer disputata tra il 18 marzo e il 14 ottobre 2006 e conclusa con la vittoria del B36 Tórshavn, al suo quinto titolo.

## Primo turno
Gli incontri si disputarono il 18 marzo 2006.
| Squadra 1     | Risultato | Squadra 2   |
| ------------- | --------- | ----------- |
| Fram Tórshavn | 4 - 1     | NÍF Nolsoy  |
| TB Tvøroyri   | 3 - 1     | Royn Hvalba |
| FS Vágar      | 1 - 2     | AB Argir    |
| SÍ Sørvágur   | 1 - 0     | MB Miðvágur |

## Secondo turno
Gli incontri si disputarono il 25 marzo 2006.
| Squadra 1    | Risultato | Squadra 2       |
| ------------ | --------- | --------------- |
| HB Tórshavn  | 4 - 1     | VB/Sumba        |
| GÍ Gøta      | 4 - 1     | LÍF Leirvík     |
| EB/Streymur  | 3 - 2     | B71 Sandur      |
| B36 Tórshavn | 5 - 0     | TB Tvøroyri     |
| KÍ Klaksvík  | 3 - 0     | Fram Tórshavn   |
| SÍ Sørvágur  | 1 - 4     | NSÍ Runavík     |
| Skála ÍF     | 2 - 1 dts | AB Argir        |
| B68 Toftir   | 4 - 3 rig | ÍF Fuglafjørður |

## Quarti di finale
Gli incontri si disputarono tra il 25 maggio e il 13 settembre 2006.
| Squadra 1   | Risultato | Squadra 2    |
| ----------- | --------- | ------------ |
| KÍ Klaksvík | 4 - 2 dts | GÍ Gøta      |
| B68 Toftir  | 0 - 1     | B36 Tórshavn |
| Skála IF    | 1 - 0     | NSÍ Runavík  |
| EB/Streymur | 6 - 2     | HB Tórshavn  |

## Semifinali
Le partite di andata si disputarono il 20 mentre quelle di ritorno il 27 settembre 2006.
| Squadra 1   | Totale   | Squadra 2    | Andata | Ritorno |
| ----------- | -------- | ------------ | ------ | ------- |
| EB/Streymur | 4 - 5 dr | B36 Tórshavn | 1 - 0  | 0 - 1   |
| Skála IF    | 0 - 5    | KÍ Klaksvík  | 0 - 3  | 0 - 2   |

## Finale
La finale si disputò il 14 ottobre 2006.
| Tórshavn 14 ottobre 2006                                                                                     | B36 Tórshavn | 2 – 1                     | KÍ Klaksvík | Gundadalur Stadium |
| \| \| \| \| \| Fródi Benjaminsen 45’ (rig.) Amed Davy Sylla 83’ \| Marcatori \| 46’ (rig.) Atli Danielsen \| |              |                           |             |                    |
| |              |                           |             |                    |
| Fródi Benjaminsen 45’ (rig.) Amed Davy Sylla 83’                                                             | Marcatori    | 46’ (rig.) Atli Danielsen |             |                    |